# 강봉훈
강봉훈(생년 미상 ~ 2024년 8월?)은 조선민주주의인민공화국의 정치인이다. 당중앙위원회 위원 겸 자강도 당위원회 위원장이다.

## 경력
당 중앙위원회 부부장으로 2016년 5월, 조선로동당 제7차 대회에서 조선로동당 중앙위원회 후보위원으로 선출되었다. 2019년 4월 당중앙위원회 위원 겸 자강도 당위원회 위원장으로 선출되었다.